# Cheirurus
Cheirurus (лат.) (от др.-греч. χείρ — рука, и др.-греч. ουρά — хвост) — вымерший род трилобитов отряда факопид (Phacopida), живших с ордовика по средний девон. Типовой род семейства Cheiruridae. Окаменелости найдены в Африке, Евразии, Австралии и Северной Америке. В России окаменелости этого рода известны из ордовикских отложений на берегах реки Волхов близ Санкт-Петербурга.
Cheirurus примечателен своими длинными щёчными шипами. В длину эти трилобиты могли достигать 75 мм.